# Stasimopus fordi
Stasimopus fordi là một loài nhện trong họ Ctenizidae. S. fordi được miêu tả năm 1927 bởi J. Hewitt.